# Åkroken, Kalix kommun
Åkroken är en by i Kalix kommun. Åkroken ligger sydöst om Börjelsbyn och direkt väster om tätorten Gammelgården, på norra sidan om E4:an och Kalixälven. Över älven sträcker sig Åkrokens bro som förbinder Åkroken med Rian sedan år 1940, då först som hängbro men senare ersatt av en betongbro. 

## Om samhället
SCB klassade Åkroken som en småort vid avgränsningen år 1995. Orten hade då 52 invånare. Vid avgränsningarna sedan dess har befolkningen inte nått upp till 50 personer och SCB avgränsar inte längre någon småort i området. Åkroken räknas numera som en del av området Rian.

### Åkrokens herrgård
På 1800-talet byggdes en herrgård på området och där har släkterna Burman och Petersson bott. Herrgården brann dock ned år 1929. Ulla, en dotter till Gustaf Eric Petersson som dog som barn 1816, är begravd i Kalix kyrka. Graven med den välbevarade flickan visades senast vid en restaurering 1973, och hon är lokalt känd som kyrkbruden på grund av att hon begravts i en brudliknande dräkt.